# Metronet
Metronet telekomunikacije (kraće Metronet) je bio Hrvatski operater fiknsih usluga za isključivo poslovni segment korisnika. Od 1. listopada 2018. godine društvo Metronet telekomunikacije d.d. (dalje: Metronet) pripojeno je društvu VIPnet d.o.o. koje je istovremeno promijenilo naziv u A1 Hrvatska d.o.o. (dalje: A1 Hrvatska), a brend Vip Metronet postao je brend A1. Provedenim pripajanjem A1 Hrvatska postao je pravni sljednik Metroneta i time preuzeo sva prava i obveze pripojenog društva, a Metronet je prestao postojati kao pravna osoba. Jedna od ključnih Metronetovih prednosti bila je vlastita infrastruktura od čak četiri tisuće kilometara optičke mreže u 67 gradova, čime je pokriveno kako su tvrdili iz Metroneta, oko 85% svih poslovnih korisnika u Hrvatskoj. Broj službe za korisnike bio je 0800 82 28.

## Usluge
- Govorne usluge: MetroOffice, MetroBusiness, MetroVoice, mVoiceIP, SIP it!, MetroCPS, Metro0800, Metro060, Metro062, MetroIVR, mVoting
- Internetske usluge: MetroInternet, mFastNet, MetroADSL, mHotspot, Internet Pro
- Podatkovne usluge: MetroVPN, MetroVPN DSL, MetroVPN Dial-up, MetroFastData LINE, MetroFastData LINE MG, MetroFastData LAN, MetroPOS, MetroPOS SOHO, VPN, VPN Metro, MetroFiber, Dark Fiber, Distribucija TV kanala (point – point), telekomunikacijski vodovi
- IT usluge: Vir2all data center, MetroMail, MetroWeb, MetroFTP, MetroStreaming, Web hosting, kolokacija poslužitelja, hosting decidiranih poslužitelja, kolokacija servera, mFAX
- Usluge za masovno tržište: MetroBroadband, Metro CARNet, mADSL, mPlay, mAll4Office, all2Connect, MetroHomePromo, Triple Play, MetroCable, Dial Up
- QoS: SLA uslužni paketi

## Nagrade
Najkvalitetnija mreža nove generacije – priznanje Cisco Systemsa koje je Metronetu uručeno 2006. godine.